# Mikhail Penchuk
Mikhail Romanovich Penchuk (tiếng Nga: Михаил Романович Пенчук; sinh ngày 21 tháng 3 năm 1995) là một cầu thủ bóng đá người Nga. Anh thi đấu cho FC Pskov-747.

## Sự nghiệp câu lạc bộ
Anh ra mắt chuyên nghiệp tại Giải bóng đá chuyên nghiệp quốc gia Nga cho FC Solyaris Moskva vào ngày 18 tháng 7 năm 2014 trong trận đấu với FC Strogino Moskva.